# Liste der Lieder von Amy Macdonald

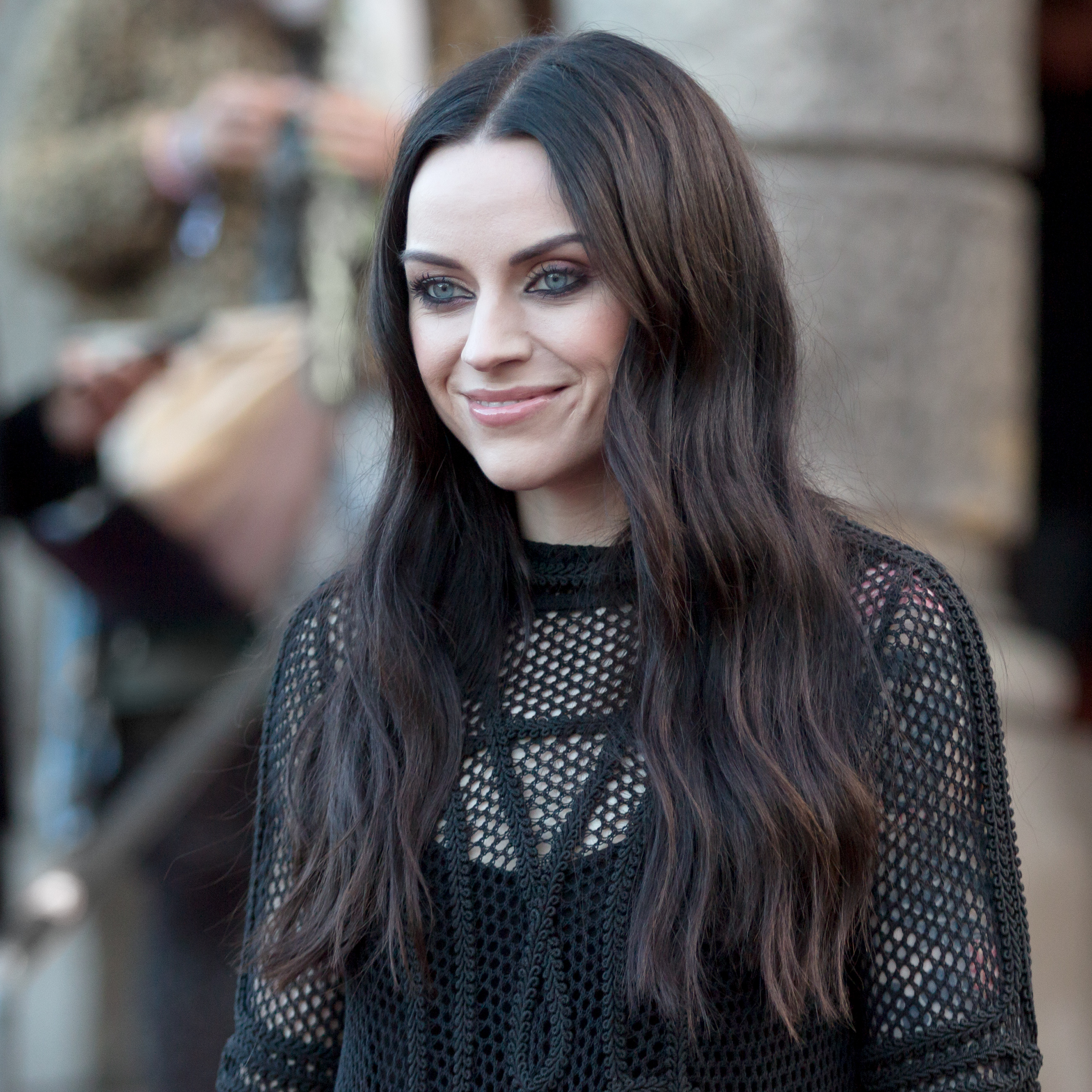
Amy Macdonald (2017)

Die Liste umfasst sämtliche von der schottischen Singer-Songwriterin Amy Macdonald veröffentlichten Lieder. Aufgelistet sind in alphabetischer Reihenfolge sowohl Lieder der insgesamt fünf Studio-Alben This Is the Life (2007; Deluxe-Edition 2008), A Curious Thing (2010), Life in a Beautiful Light (2012), Under Stars (2017), The Human Demands (2020) und Is This What You've Been Waiting For? (2025) sowie des Best-Of-Albums Woman of the World (2018) als auch solche, die ausschließlich als Download veröffentlicht wurden oder nur als Filmmusik oder als Live-Version existieren.

## 101 Lieder (Stand: Juli 2025)

### 0–9
- „4th of July“ – Life in a Beautiful Light (2012), erschien als Single

### A
- „Across the Nile“ – Life in a Beautiful Light (2012)
- „An Ordinary Life“ – A Curious Thing (2010)
- „Automatic“ – Under Stars (2017), erschien als Single
- „A Wish for Something More“ – This Is the Life (2007)

### B
- „Barrowland Ballroom“ – This Is the Life (2007)
- „Born to Run“ – Life in a Beautiful Light (2012), Cover von Bruce Springsteen
- „Bridges“ – The Human Demands (2020)

### C
- „Caledonia“ – This Is the Life Deluxe-Edition (2008)
- „Can You Hear Me?“ – Is This What You've Been Waiting For? (2025), erschien als Single
- „Come Home“ – Woman of the World (2018)
- „Crazy Shade of Blue“ – The Human Demands (2020)

### D
- „Dancing in the Dark“ – A Curious Thing (2010), Cover von Bruce Springsteen
- „Don’t Tell Me That It’s Over“ – A Curious Thing (2010), erschien als Single
- „Don't Tell Me That It's Over“ – Don't Tell Me That It's Over (EP) (2022), neu aufgenommene Version
- „Down By the Water“ – Under Stars (2017), erschien als Single
- „Dream On“ – Under Stars (2017), erschien als Single

### E
- „Everlasting Love“ (2018), Cover von The Love Affair[1]

### F
- „Fairy Tale of New York“ – This Is the Life Deluxe-Edition
(Amy Macdonald & Jamie Sefton), Cover von The Pogues feat. Kirsty MacColl (2008)
- „Feed My Fire“ – Under Stars (2017)
- „Fire“ – The Human Demands (2020), erschien als Single
- „Footballer's Wife“ – This Is the Life (2007)
- „Forward“ (2025), Is This What You've Been Waiting For? (2025), erschien als Single
- „From the Ashes“ – Under Stars (2017)

### G
- „Give It All Up“ – A Curious Thing (2010)

### H
- „Hallelujah“ (2008), Cover von Leonard Cohen[2]
- „Human Spirit“ – Life in a Beautiful Light (2012)

### I
- „I'm Done (Games That You Play)“ – Is This What You've Been Waiting For? (2025)
- „I'm on Fire“ – Under Stars (2017), Cover von Bruce Springsteen
- „In the End“ – Life in a Beautiful Light (2012)
- „Is This What You've Been Waiting For?“ (2025), Is This What You've Been Waiting For? (2025), erschien als Single
- „It's All So Long Ago“ – Is This What You've Been Waiting For? (2025)

### L
- „L.A.“ – This Is the Life (2007), erschien als Single
- „Leap of Faith“ – Under Stars (2017)
- „Left That Body Long Ago“ – Life in a Beautiful Light (2012)
- „Let's Start a Band“ – This Is the Life (2007)
- „Life in a Beautiful Light“ – Life in a Beautiful Light (2012)
- „Live Forever“ (2025), Cover von Oasis[3]
- „Love Love“ – A Curious Thing (2010), erschien als Single

### M
- „Mr. Brightside“ – This Is the Life Deluxe-Edition (2008), Cover von The Killers
- „Mr Rock & Roll“ – This Is the Life (2007), erschien als Single
- „My Only One“ – A Curious Thing (2010)
- „Merry Xmas Everybody“ (2012), Cover von Slade[4]

### N
- „Never Too Late“ – Under Stars (2017)
- „Next Big Thing“ – A Curious Thing (2010)
- „No Roots“ – A Curious Thing (2010)

### O
- „Oh My Love“ (Rea Garvey feat. Amy Macdonald) (2014)[5]
- „One More Shot“ – Is This What You've Been Waiting For? (2025)

### P
- „Poison Prince“ – This Is the Life (2007), erschien als Single
- „Prepare to Fall“ – Under Stars (2017)
- „Pride“ – Life in a Beautiful Light (2012), erschien als Single
- „Physical“ – Is This What You've Been Waiting For? (2025)

### R
- „Rhythm of My Heart“ (Amy Macdonald & Glaswegians) (2014), Cover von Rod Stewart[6]
- „Rock Bottom“ – This Is the Life Deluxe-Edition (2008)
- „Rock 'n' Roll Star“ – A Curious Thing (2010), Cover von Oasis
- „Run“ – This Is the Life (2007), erschien als Single
- „Run“ – Don't Tell Me That It's Over (EP) (2022), neu aufgenommene Version

### S
- „Shilo“ (2010), Cover von Neil Diamond[7]
- „Slow It Down“ – Life in a Beautiful Light (2012), erschien als Single
- „Slow It Down“ – Don't Tell Me That It's Over (EP) (2022), neu aufgenommene Version
- „Somebody New“ – This Is the Life Deluxe-Edition (2008)
- „Something in Nothing“ – The Human Demands (2020),
- „Spark“ – A Curious Thing (2010), erschien als Single
- „Statues“ – The Human Demands (2020)
- „Strong Again“ – The Human Demands (2020)
- „Sweet Caroline“ (2008), Cover von Neil Diamond[8]

### T
- „The Contender“ – Under Stars (2017)
- „The Days of Being Young and Free“ – Life in a Beautiful Light (2012)
- „Flower of Scotland“ (2010)[9]
- „The Furthest Star“ – Life in a Beautiful Light (2012)
- „The Game“ – Life in a Beautiful Light (2012)
- „The Green and the Blue“ – Life in a Beautiful Light (2012)
- „The Hope“ – Is This What You've Been Waiting For? (2025)
- „The Hudson“ – The Human Demands (2020), erschien als Single
- „The Human Demands“ – The Human Demands (2020)
- „The Rise & Fall“ – Under Stars (2017)
- „The Road to Home“ – This Is the Life Deluxe-Edition (2008)
- „This Christmas Day“ – erschien als Single (2017)
- „This Is the Life“ – This Is the Life (2007), erschien als Single
- „This Much Is True“ – This Is the Life Deluxe-Edition (2008)
- „This Pretty Face“ – A Curious Thing (2010), erschien als Single
- „This Time's Everything“ – Woman of the World Bonus-CD (2018)
- „Town Called Malice“ – A Curious Thing (2010), Cover von The Jam
- „Trapped“ – Is This What You've Been Waiting For? (2025)
- „Tread Lightly“ (2010), Cover von Kirsty MacColl[10]
- „Troubled Soul“ – A Curious Thing (2010)
- „Two Worlds“ – Life in a Beautiful Light (2012)

### U
- „Under Stars“ – Under Stars (2017)

### W
- „Waiting for a Star to Fall“ – BBC Radio 2: Sounds of the 80s (2014), Cover von Boy Meets Girl
- „We Could Be So Much More“ – The Human Demands (2020)
- „We Survive“ – Is This What You've Been Waiting For? (2025)
- „What Happiness Means to Me“ – A Curious Thing (2010)
- „What Is Love“ – This Is the Life (2007)
- „What’s Up?“ (2021), Cover von 4 Non Blondes[11]
- „When You Were Young“ (2008), Cover von The Killers[12]
- „Woman of the World“ – Woman of the World (2018)

### Y
- „(Your Love Keeps Lifting Me) Higher and Higher“ (2014), Cover von Jackie Wilson[13]
- „Young Fire, Old Flame“ – The Human Demands (2020)
- „Young Lovers“ – A Curious Thing (2010)
- „Your Time Will Come“ – A Curious Thing (2010), erschien als Single
- „Youth of Today“ – This Is the Life (2007)